# Bydgoszcz Archers
I Bydgoszcz Archers sono una squadra di football americano di Bydgoszcz, in Polonia; fondati nel 2009, partecipano alla PFL1. Hanno vinto il titolo nazionale nel 2021 per poi chiudere.

## Dettaglio stagioni

### Tornei nazionali

#### Campionato

##### Topliga/LFA1/PFL1
| Stagione | regular season | regular season | regular season | regular season | regular season | regular season | playoff | playoff | playoff | playoff | playoff | playoff    | playoff          |
|          | Vin            | Par            | Per            | Tot            | PF             | PS             | Vin     | Per     | Tot     | PF      | PS      | risultato  | avversaria       |
| -------- | -------------- | -------------- | -------------- | -------------- | -------------- | -------------- | ------- | ------- | ------- | ------- | ------- | ---------- | ---------------- |
| 2019     | 5              | 0              | 1              | 6              | 216            | 33             | 1       | 1       | 2       | 34      | 20      | Superfinał | Warsaw Eagles    |
| 2020     | 2              | 0              | 3              | 5              | 70             | 172            | 0       | 1       | 1       | 0       | 56      | Semifinale | Panthers Wrocław |
| 2021     | 6              | 0              | 0              | 6              | 187            | 66             | 2       | 0       | 2       | 77      | 15      | Campioni   | Tychy Falcons    |
| Totale   | 13             | 0              | 4              | 17             | 473            | 271            | 3       | 2       | 5       | 111     | 91      |            |                  |

Fonti: Enciclopedia del Football - A cura di Roberto Mezzetti

##### PLFA I (secondo livello)
| Stagione | regular season | regular season | regular season | regular season | regular season | regular season | playoff | playoff | playoff | playoff | playoff | playoff        | playoff       |
|          | Vin            | Par            | Per            | Tot            | PF             | PS             | Vin     | Per     | Tot     | PF      | PS      | risultato      | avversaria    |
| -------- | -------------- | -------------- | -------------- | -------------- | -------------- | -------------- | ------- | ------- | ------- | ------- | ------- | -------------- | ------------- |
| 2017     | 1              | 0              | 7              | 8              | 87             | 231            | 1       | 0       | 1       | 20      | 13      | Non retrocessi | Tytani Lublin |
| Totale   | 1              | 0              | 7              | 8              | 87             | 231            | 1       | 0       | 1       | 20      | 13      |                |               |

Fonti: Enciclopedia del Football - A cura di Roberto Mezzetti

##### PLFA II (terzo livello)
| Stagione | regular season | regular season | regular season | regular season | regular season | regular season | playoff | playoff | playoff | playoff | playoff | playoff                   | playoff       |
|          | Vin            | Par            | Per            | Tot            | PF             | PS             | Vin     | Per     | Tot     | PF      | PS      | risultato                 | avversaria    |
| -------- | -------------- | -------------- | -------------- | -------------- | -------------- | -------------- | ------- | ------- | ------- | ------- | ------- | ------------------------- | ------------- |
| 2013     | 2              | 0              | 4              | 6              | 98             | 202            | -       | -       | -       | -       | -       | -                         | -             |
| 2014     | 4              | 0              | 2              | 6              | 220            | 88             | -       | -       | -       | -       | -       | -                         | -             |
| 2015     | 4              | 0              | 2              | 6              | 143            | 121            | -       | -       | -       | -       | -       | -                         | -             |
| 2016     | 4              | 0              | 2              | 6              | 148            | 60             | 2       | 1       | 3       | 55      | 50      | Vincitori dello spareggio | Tytani Lublin |
| Totale   | 14             | 0              | 10             | 24             | 509            | 471            | 2       | 1       | 3       | 55      | 50      |                           |               |

Fonti: Enciclopedia del Football - A cura di Roberto Mezzetti

##### LFA9
Questi tornei non sono considerati ufficiali in quanto organizzati da una federazione "rivale" rispetto a quella ufficialmente riconosciuta dagli organismi nazionali e internazionali.
| Stagione | regular season | regular season | regular season | regular season | regular season | regular season | playoff | playoff | playoff | playoff | playoff | playoff   | playoff    |
|          | Vin            | Par            | Per            | Tot            | PF             | PS             | Vin     | Per     | Tot     | PF      | PS      | risultato | avversaria |
| -------- | -------------- | -------------- | -------------- | -------------- | -------------- | -------------- | ------- | ------- | ------- | ------- | ------- | --------- | ---------- |
| 2019     | 1              | 0              | 3              | 4              | 43             | 134            | -       | -       | -       | -       | -       | -         | -          |
| Totale   | 1              | 0              | 3              | 4              | 43             | 134            | -       | -       | -       | -       | -       |           |            |

Fonti: Enciclopedia del Football - A cura di Roberto Mezzetti

##### PLFA8
| Stagione | regular season | regular season | regular season | regular season | regular season | regular season | playoff | playoff | playoff | playoff | playoff | playoff      | playoff            |
|          | Vin            | Par            | Per            | Tot            | PF             | PS             | Vin     | Per     | Tot     | PF      | PS      | risultato    | avversaria         |
| -------- | -------------- | -------------- | -------------- | -------------- | -------------- | -------------- | ------- | ------- | ------- | ------- | ------- | ------------ | ------------------ |
| 2011     | 3              | 0              | 1              | 4              | 101            | 66             | 0       | 2       | 2       | 22      | 44      | Quarto posto | Griffons Słupsk    |
| 2012     | 1              | 1              | 2              | 4              | 104            | 104            | -       | -       | -       | -       | -       | -            | -                  |
| 2018     | 4              | 0              | 0              | 4              | 92             | 41             | 1       | 1       | 2       | 13      | 16      | Finale       | Husaria Szczecin B |
| Totale   | 8              | 1              | 3              | 12             | 297            | 211            | 1       | 3       | 4       | 35      | 60      |              |                    |

Fonti: Enciclopedia del Football - A cura di Roberto Mezzetti

#### Campionati giovanili

##### PLFAJ-11
| Stagione | regular season | regular season | regular season | regular season | regular season | regular season | playoff | playoff | playoff | playoff | playoff | playoff   | playoff    |
|          | Vin            | Par            | Per            | Tot            | PF             | PS             | Vin     | Per     | Tot     | PF      | PS      | risultato | avversaria |
| -------- | -------------- | -------------- | -------------- | -------------- | -------------- | -------------- | ------- | ------- | ------- | ------- | ------- | --------- | ---------- |
| 2017     | 1              | 0              | 3              | 4              | 72             | 100            | -       | -       | -       | -       | -       | -         | -          |
| Totale   | 1              | 0              | 3              | 4              | 72             | 100            | -       | -       | -       | -       | -       |           |            |

Fonti: Enciclopedia del Football - A cura di Roberto Mezzetti

##### PLFAJ/PLFAJ-8
| Stagione | regular season | regular season | regular season | regular season | regular season | regular season | playoff | playoff | playoff | playoff | playoff | playoff           | playoff       |
|          | Vin            | Par            | Per            | Tot            | PF             | PS             | Vin     | Per     | Tot     | PF      | PS      | risultato         | avversaria    |
| -------- | -------------- | -------------- | -------------- | -------------- | -------------- | -------------- | ------- | ------- | ------- | ------- | ------- | ----------------- | ------------- |
| 2013     | 0              | 0              | 4              | 4              | 18             | 167            | -       | -       | -       | -       | -       | -                 | -             |
| 2014     | 1              | 0              | 3              | 4              | 32             | 76             | -       | -       | -       | -       | -       | -                 | -             |
| 2015     | 1              | 0              | 3              | 4              | 38             | 94             | -       | -       | -       | -       | -       | -                 | -             |
| 2016     | 0              | 0              | 4              | 4              | 38             | 128            | -       | -       | -       | -       | -       | -                 | -             |
| 2017     | 1              | 1              | 2              | 4              | 22             | 96             | 0       | 1       | 1       | 0       | 20      | Torneo semifinale | Warsaw Eagles |
| 2018     | 2              | 0              | 4              | 6              | 76             | 84             | 1       | 1       | 2       | 33      | 32      | Terzo posto       | Bielawa Owls  |
| Totale   | 5              | 1              | 20             | 26             | 224            | 645            | 1       | 2       | 3       | 33      | 52      |                   |               |

Fonti: Enciclopedia del Football - A cura di Roberto Mezzetti

### Riepilogo fasi finali disputate
| Anno             | Luogo     | Evento  | Fase del torneo         | Incontro                               | Risultato     |
| 30 ottobre 2016  | Lublino   | PLFA II | Spareggio promozione    | Tytani Lublin - Bydgoszcz Archers      | 0 - 36        |
| 14 ottobre 2017  | Bydgoszcz | PLFA I  | Spareggio retrocessione | Bydgoszcz Archers - Tytani Lublin      | 20 - 13       |
| 27 ottobre 2018  | Bydgoszcz | PLFA8   | Finale                  | Bydgoszcz Archers - Husaria Szczecin B | 3 - 7         |
| 20 luglio 2019   | Ząbki     | Topliga | Superfinał              | Warsaw Eagles - Bydgoszcz Archers      | 20 - 0 d.g.s. |
| 1º novembre 2020 | Breslavia | LFA1    | Semifinale              | Panthers Wrocław - Bydgoszcz Archers   | 56 - 0        |
| 17 luglio 2021   | Ząbki     | PFL1    | Finale                  | Bydgoszcz Archers - Tychy Falcons      | 27 - 7        |

## Palmarès
- 1 Polish Bowl (2021)